# Bruno av Köln
För Otto I:s bror, ärkebiskopen av Köln se Brun av Köln, för ärkebiskopen av Köln 1131–1137, se Bruno II av Berg.
Bruno av Köln, född 1030 i Köln, död 6 oktober 1101 i La Torre (dagens Serra San Bruno), Kalabrien, var en tysk munk som 1084 grundade kartusianorden. Bruno vördas som helgon inom Romersk-katolska kyrkan. Hans helgondag firas den 6 oktober.

## Biografi
Bruno föddes i Köln före mitten av 1000-talet. Enligt traditionen tillhörde han den i staden framstående släkten Hartenfaust, men uppgiften är inte verifierbar. Mycket litet är känt om hans ungdom. Han studerade i Reims, och som tiden gav borde hans utbildning innefattat Bibelläsning och studier i kyrkofäderna.
Han blev först kanik i Köln, därefter föreståndare för domkyrkoskolan i Reims samt slutligen kansler i ärkestiftet Reims. Själv ytterst sträng i sin livsföring, kunde han inte fördraga den sedliga slapphet som han ansåg mötte honom överallt. Han drog sig därför 1084, jämte några likasinnade, undan i ensamheten och grundade ett kloster i klippdalen Chartreuse (Cartusia), i närheten av Grenoble, i sydöstra Frankrike. Sålunda blev han upphov till den så kallade kartusianorden, som på sin tid var den strängaste av alla munkordnar. 
På kallelse av sin forne lärjunge påve Urban II begav sig Bruno mot slutet av sin levnad till Italien. I Italien verkar han ha deltagit i ett antal koncilier. Han grundade – sannolikt 1091 – ett kartusiankloster vid La Torre i Kalabrien, där han vistades till sin död, 1101. 
Han har aldrig formellt kanoniserats, men omedelbart efter hans död uppstod en kult kring honom, delvis föranledd av mirakler som sades ske vid hans grav, och denna kult godkändes för kartusianernas vidkommande av påve Leo X 1514. Påve Gregorius XV utökade godkännandet av Bruno-kulten till att gälla hela kyrkan, den 17 februari 1623.
Bruno är författare till ett antal skrifter, bland annat kommentarer till Psaltaren.

## Bilder
| - Den helige Bruno, utförd av Manuel Pereira år 1652. Real Academia de Bellas Artes de San Fernando i Madrid. - Den helige Bruno, utförd av Jean-Antoine Houdon år 1766–1768. Santa Maria degli Angeli i Rom. |

### Webbkällor
- ”St. Bruno”. Catholic Encyclopedia. New Advent. Arkiverad från originalet den 29 maj 2007. https://web.archive.org/web/20070529031512/http://www.newadvent.org/cathen/03014b.htm. Läst 7 oktober 2017.
- ”San Bruno (Brunone), sacerdote e monaco”. Santi e Beati. http://www.santiebeati.it/dettaglio/29400. Läst 7 oktober 2017.